# 球柱草团黑粉菌
球柱草团黑粉菌（学名：Sorosporium kuwanoanum）是属于黑粉菌目黑粉菌科团黑粉菌属的一种真菌，寄生在莎草科植物上。该种分布于中国、日本、印度等地。